# Ramulus nematodes
Ramulus nematodes är en insektsart som först beskrevs av Haan 1842.  Ramulus nematodes ingår i släktet Ramulus och familjen Phasmatidae. Inga underarter finns listade i Catalogue of Life.